# Światowy Dzień Uchodźcy
Światowy Dzień Uchodźcy, ang. World Refugee Day – coroczne święto obchodzone na świecie 20 czerwca, ustanowione przez Zgromadzenie Ogólne Organizacji Narodów Zjednoczonych 4 grudnia 2000 roku (rezolucja 55/76). Upamiętnia odwagę i siłę uchodźców na całym świecie.
W Polsce nie jest to dzień wolny od pracy.

## Historia
Obie daty: ustanowienia i obchodów święta, nie są przypadkowe. W 2001 roku na świecie przypadała 50. rocznica uchwalenia Konwencji na temat Statusu Uchodźców (1951). Jednocześnie Organizacja Jedności Afrykańskiej (OJA) poparła inicjatywę, by Dzień Uchodźcy przypadał w tym samym dniu, co Dzień Uchodźców Afrykańskich, tj. 20 czerwca. Od 2001 roku dzień ten obchodzony jest jako Światowy Dzień Uchodźcy.

## Obchody
W ponad stu krajach odbywają się uroczystości, organizowane są wydarzenia kulturalne oraz szkolenia, jak również konferencje, programy dla rodzin i dzieci, mające na celu zrozumienie potrzeb uchodźców na całym świecie. W Polsce w organizację wydarzeń co roku angażuje się Polska Akcja Humanitarna, a od niedawna także Fundacja Refugee.pl im. M.Jasiczek (wyodrębniła się z istniejącego przy dawnym Centrum Pomocy Uchodźcom PAH, portalu internetowego Refugee.pl, który wystartował 17.06 2005 r.).
W 2005 roku. hasłem obchodów było: „Odwaga nie zna granic”. Ówczesne Centrum Pomocy Uchodźcom PAH zorganizowało wraz z warszawskim Salonem Książki EMPiK (dom towarowy-Junior), wspólne głośne czytanie polskich książek przez uchodźców.
Hasło obchodów 2010 – „Poznaj swojego sąsiada uchodźcę”.
W 2016, Fundacja Refugee.pl wspólnie z Fundacją im. S. Batorego zorganizowała w Warszawie w ramach obchodów Dnia Uchodźcy wielokulturowy Piknik, którego jednym z elementów był Migrujący Tramwaj – na jego trasie można było porozmawiać z uchodźcami, poznać ich osobiste historie, muzykę, zwyczaje. W tym roku papież Franciszek w bulli na Światowy Dzień Uchodźcy stwierdził: „Migranci i uchodźcy są dla nas wyzwaniem. Odpowiedź daje Ewangelia miłosierdzia”.

## Kościół katolicki wobec uchodźców
W drugą niedzielę po uroczystości Objawienia Pańskiego w Kościele katolickim obchodzony jest Światowy Dzień Migranta i Uchodźcy.
W instrukcji Papieskiej Rady ds. Duszpasterstwa Migrantów i Podróżujących (1978 r.), która zachęca do regularnego obchodzenia Dnia Migranta, jest zapis, że Dzień ten:
„Jest (on) pomyślany jako odpowiednia okazja dla pobudzenia wspólnot chrześcijańskich do odpowiedzialności wobec braci migrantów oraz do obowiązku współdziałania w rozwiązywaniu ich różnorakich problemów”.
Papież Franciszek podkreślał obowiązek pomocy uchodźcom i nawoływał księży katolickich i wszystkich katolików do zwiększonej i rzeczywistej pomocy wszystkim zmuszonym do ucieczki z krajów ogarniętych wojną i prześladowaniami: W związku z nasiloną falą uchodźców (głównie: wojna domowa Syrii), dyskusja i interpretacje słów papieskich na ten temat były żywo obecne w polskiej prasie również katolickiej, mediach społecznościowych, ale także na forach parafialnych czy homiletyce.